# Genebra (cantão)
Genebra é um cantão da Suíça, cuja capital é a cidade de Genebra, e está situado na parte oeste do país na Região Lemánica. Está rodeada pela França excepto a Oeste onde se liga com o cantão de Vaud. O gentílico de Genebra é um(a) genebrino(a).

## República e cantão
República e Cantão de Genebra é o título oficial do cantão de Genebra tal como aparece no sítio oficial e o termo Genebra pode ser empregue  para definir ao mesmo  tempo: a capital da república e do cantão de Genebra -, a capital da  comuna de Genebra e evidentemente, a cidade.
O actual cantão tem origem no condado de Genebra, criado em 1034.

### Grande Conselho
O Grande Conselho (título completo: Grande Conselho da República e Cantão de Genebra) é o órgão legislativo do cantão. Composto por 100 deputados eleitos cada quatro anos tem como principais competências as de legislar. Tanto o Conselho do Estado como os deputados podem apresentar projectos de lei, que são geralmente  reenviados a comissões para estudo e aprovação. O Grande Conselho tem também as seguintes funções: 
- exercer o direito de graça;
- adoptar, modificar ou rejeitar os projectos e proposições que lhe são apresentadas pelos deputados ou pelo Conselho do Estado;
- pronunciar-se sobre as iniciativas populares;
- conceder amnistias gerais ou particulares;

Em resumo, e depois de ter ouvido o pre-aviso do Conselho do Estado, se pronunciar sobre todas as convenções inter-cantonais (dentro da Confederação Suíça) ou todas aquelas que tenham a ver com a soberania do cantão.

### Conselho do Estado
O Conselho do Estado  (em francês:  Conseil d'Etat)  é o nome tomado pelo governo do cantão de Genebra, que se reúne para decretar as leis relativas ao Estado de Genebra.
O Conselho do Estado é composto por sete membros, exerce o poder executivo e tenta executar e aplicar as leis votadas pelo Grande Conselho. A constituição genebrina precisa que o CdE promulga as leis; é encarregado da sua execução. Ele deve apresentar o seu programa de législature no máximo seis meses depois de ter sido eleito.

### Burguesia de Genebra
Por Burguesia de Genebra compreende-se a ligação existente entre os não naturais da cidade e aqueles que pediam regalias semelhantes, de uma certa maneira uma naturalização, que no fundo é um mistura de tradições seculares para se poder fazer parte de uma comunidade - cividade, burgo - a que se quer pertencer.
Tradicionalmente a Burguesia de Genebra toma as seguintes denominações:
- Nativo ou Cidadão; de reconhecidas famílias vivendo e trabalhando de há muito tempo na cidade, os Genebrinos;
- Burgueses; os que receberam uma carta de burguesia - em francês:  lettre de bourgeoisie
- Sujeitos, habitantes de terras dependentes de uma senhoria (castelo) ou mandement (bispo), como as  de Peney e Jussy.

## História
No século XVI, a independência da cidade é ameaçada pelo Casa de Saboia e pede ajuda aos cantões de Friburgo e Berna.

### Reforma
A Reforma Protestante triunfou em 1535. Politicamente a cidade é então uma república. João Calvino instala-se na cidade em 1536 e foi expulso em 1538 em razão da sua intolerância mas foi acolhido de novo em 1541 aonde ficou até à sua morte em 1564. Depois do massacre da noite de São Bartolomeu (24 de Agosto de 1572) um grande número de protestantes, em particular franceses e italianos perseguidos nos seus países, encontram abrigo em Genebra. Por essas altura Calvin e Teodoro de Beza criam um grande movimento religioso e intelectual e oa refugiados ajudam a levantar a economia.

### Escalada
Na noite do 11 de dezembro de 1602, o duque de Saboia tentou invadir a cidade. A derrota dos Saboia é festejada todos os anos durante a festa da escalada.

### Jeûne genevois
Depois da revogação do Édito de Nantes em 1685, as medidas tomadas em França por Luís XIV contra os protestantes provocaram uma segunda vaga de refugiados. A falta de alimentos ressentida na época está na origem do Jeûne genevois, o jejum genebrino, celebrado na quinta-feira seguinte ao primeiro domingo de setembro com a torta de ameixas, feita com o único alimento que nessa época do ano havia em abundança.
O século XVIII foi um período de grande prosperidade para a indústria genebrina, o comércio e a banca. Mas a cidade foi dividida por guerras civis.

### Revolução genebrina
Em 1792, a Revolução Genebrina desfez o governo aristocrático do Antigo Regime e proclamou a igualdade política. Em 1798, durante a Revolução Francesa, Genebra foi anexada pela França e integrada ao departamento do Léman. Adquiriu de novo a liberdade com a derrota das tropas napoleónicas em 1813. Os magistrados da república pedira a sua entrada na Confederação Suíça, o que lhe foi concedido em 1815 no Congresso de Viena com a 10 km² ganhos sobre a França e vinte e quatro comunas ganhas de Saboia.
Em 1846, James Fazy derrubou o governo da Restauração e estabeleceu a constituição que ainda hoje governa a República de Genebra.
Em Datas de Versoix mostram-se cronologicamente as interacções entre os diferentes interesses nesta região.

## Constituição
A constituição redigida a 24 de maio de 1847 começa por dizer "A república e cantão de Genebra forma um dos cantões soberanos da Confederação Suíça".

## FAO
Feuille d'Avis Officielle ou FAO como é conhecido, é o órgão oficial de informação dos decretos e leis criadas pelo cantão.

## Confederação
Comunas

O cantão de Genebra não está dividido em distritos.
Cantões